# Sant Vicenç de Conill
Sant Vicenç és una església al nucli de Conill (Pujalt) a l'Anoia construïda els primers anys del segle xvii. L'església de Santa Maria és un edifici rectangular amb un petit campanar de torre en un dels extrems, sense cap característica especial. El sostre és a dues vessants. Hi ha una petita finestra damunt la porta.